# 東中富桜づつみ公園
東中富桜づつみ公園（ひがしなかとみさくらづつみこうえん）は、徳島県藍住町にある親水公園である。

## 地理
2002年（平成14年）に完成。旧吉野川に面した公園で、桜並木や人口の大きな池で知られている。
北隣には国土交通省の「手づくり郷土賞」を受賞した東中富親水公園がある。

## 施設
- 遊歩道
- せせらぎ広場 - 大きな池と滝がある。

## 交通
- JR土讃線阿波池田駅下車より徒歩約10分。
- 徳島自動車道「井川池田インターチェンジ」より車で約5分。